# آنتا کرچیکووا
آنتا کِـرِچیکووا (چکی: Aneta Krejčíková؛ ۲۹ آوریل ۱۹۹۱ – ) بازیگر اهل جمهوری چک است. وی از سال ۲۰۰۵ میلادی تاکنون مشغول فعالیت بوده‌است.
از فیلم‌هایی که وی در آن نقش داشته‌است، می‌توان به خیابان اشاره کرد.